# 绍约韦莱兹德
绍约韦莱兹德，是匈牙利包尔绍德-奥包乌伊-曾普伦州所辖的一个村。总面积23.02平方公里，总人口817，人口密度35.5人/平方公里（2011年1月1日）。